# Fastpacking
Le fastpacking est un concept ou un sport de pleine nature, combinant la rapidité (anglais : fast) de déplacement à pied avec le transport d'un équipement léger de bivouac dans un sac à dos (light backpacking) assurant une autonomie de plusieurs jours (repas, couchage). Le fastpacking est généralement associé au déplacement en courant sur longue distance de l'ultra-trail et de la course en montagne.

## Description
Le fastpacking se distingue de la grande randonnée par sa rapidité (fast) de déplacement et la grande distance parcourue quotidiennement ; généralement plus de 50 km par jour.
L'équipement est généralement repris de la pratique du trail (baskets de course sur sentier, vêtements techniques ultra-légers...) et de l'équipement minimaliste ou ultra-léger du trekking et de l'alpinisme (petit sac à dos, système de couchage, nourriture déshydratée, etc.). L'apprentissage de certaines techniques de bushcraft permet également de réduire le poids emporté en utilisant les éléments à disposition dans l'environnement.
Le fastpacking est souvent considéré comme un sport extrême en raison de l'exigence physique nécessaire à sa pratique (courir plus de 100 km sur sentiers), des risques liés à un équipement minimaliste (ou jugé insuffisant) pour un périple dans un environnement naturel ou sauvage et des compétences et connaissances nécessaires pour y évoluer en sécurité.